# Dachnów (gromada)
Dachnów – dawna gromada, czyli najmniejsza jednostka podziału terytorialnego Polskiej Rzeczypospolitej Ludowej w latach 1954–1972.
Gromady, z gromadzkimi radami narodowymi (GRN) jako organami władzy najniższego stopnia na wsi, funkcjonowały od reformy reorganizującej administrację wiejską przeprowadzonej jesienią 1954 do momentu ich zniesienia z dniem 1 stycznia 1973, tym samym wypierając organizację gminną w latach 1954–1972.
Gromadę Dachnów z siedzibą GRN w Dachnowie utworzono – jako jedną z 8759 gromad na obszarze Polski – w powiecie lubaczowskim w woj. rzeszowskim na mocy uchwały nr 26/54 WRN w Rzeszowie z dnia 5 października 1954. W skład jednostki weszły obszary dotychczasowych gromad Dachnów i Nowe Sioło ze zniesionej gminy Cieszanów w tymże powiecie. Dla gromady ustalono 19 członków gromadzkiej rady narodowej.
1 stycznia 1960 do gromady Dachnów włączono wsie Niemstów i Folwarki ze zniesionej gromady Niemstów oraz wsie Chotylub i Rudka ze zniesionej gromady Chotylub w tymże powiecie, po czym siedzibę gromady Dachnów przeniesiono do miasta Cieszanowa (zachowując nazwę gromada Dachnów).
Gromada przetrwała do końca 1972 roku, czyli do kolejnej reformy gminnej.